# Завтра не прийде ніколи
Завтра не прийде ніколи (англ. No Tomorrow) — американський бойовик 1999 року.

## Сюжет
Міжнародне мафіозне угрупування, що використовує місцеву транспортну компанію для перевезення нелегальних вантажів, привертає до себе увагу охоронців порядку. Розкривши бандитське лігво, ФБР планує завдати удару у відповідь. У банду засилається секретний агент — відважна зваблива дівчина Лара. Але жорстокий ватажок злочинного угруповання — бажана здобич і для російської мафії, яка теж впровадила свою людину в його організацію. По той бік закону Джейсон і Лара знаходять один одного, але раптово їхні почуття відходять на другий план, коли настає день останньої битви. У кожного з них своє завдання, своя війна. І здається, що завтра не настане ніколи.

## У ролях
- Гері Б'юзі — Ной
- Гері Деніелс — Джейсон
- Мастер Пі — Мейкер
- Пем Гріер — Діана
- Джефф Фейгі — Девіс
- Френк Загаріно — Поллак
- Ларрі Манетті — Льюїс
- Джоді Б'янка Вайз — Лара
- Джеррі Вейл — Дженесен
- Ерік Кадора — Ланкастер
- Трейсі Фрейм — Гаррі
- Джордж Чунг — Мінг
- Джина Марі — Хлоя
- Кліфтон Пауелл — Стайлес
- Майкл Грінн — Блейк
- Боббі Тонеллі — охоронець
- Роберт Тіффі — снайпер
- Еріан Фон Кемп — дівчина байкер (в титрах не вказана)